# Castellanos de Castro
Castellanos de Castro es un municipio y localidad española de la provincia de Burgos, en la comunidad autónoma de Castilla y León, comarca de Odra-Pisuerga, partido judicial de Burgos.

## Geografía

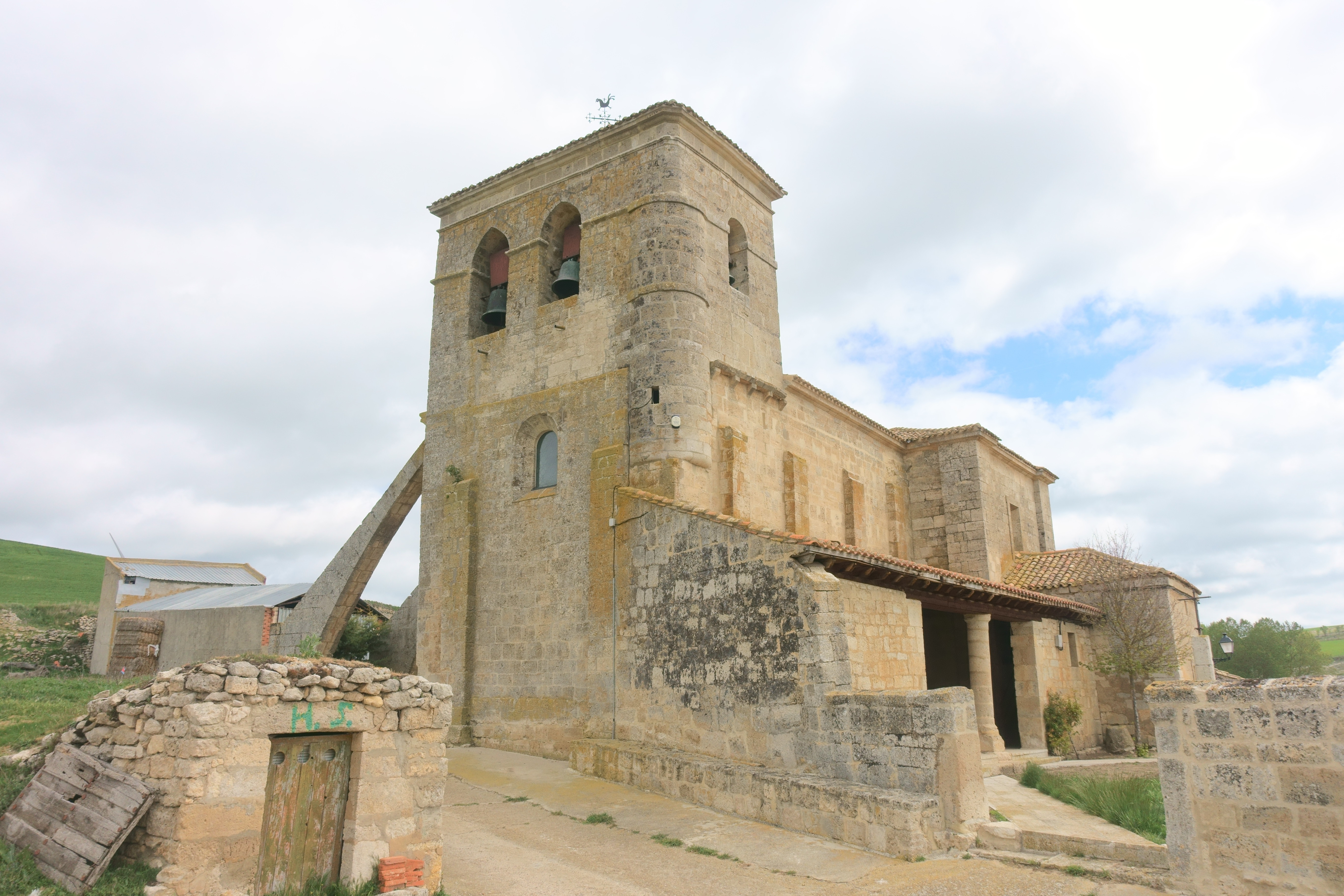
Iglesia de San Pedro

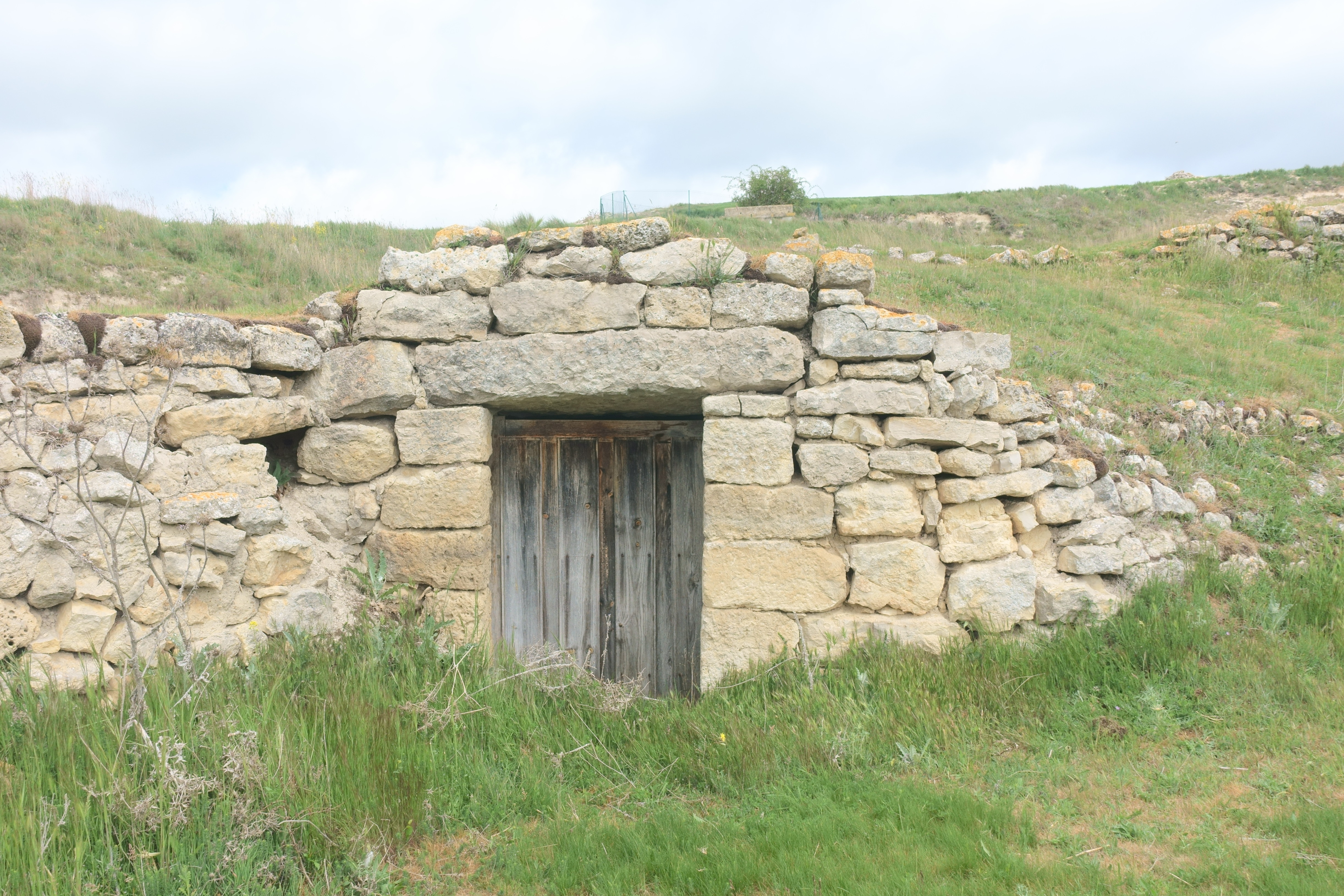
Bodega

Tiene un área de 9,93 km²

## Historia
El 20 de febrero de 1085, el rey Alfonso VI donó la villa al Hospital del Emperador, situado en la ciudad de Burgos, barrio de San Pedro de la Fuente y en 1128 Alfonso VI hizo donación de dicho hospital con todas sus pertenencias a la mitra burgalesa, ostentando desde entonces su titularidad los obispos y arzobispos de Burgos.
Villa, denominada entonces Castellanos, formaba parte, en su categoría de pueblos solos, del Partido de Castrojeriz, uno de los catorce que formaban la Intendencia de Burgos, durante el periodo comprendido entre 1785 y 1833, en el Censo de Floridablanca de 1787, jurisdicción de realengo con alcalde ordinario.

## Demografía

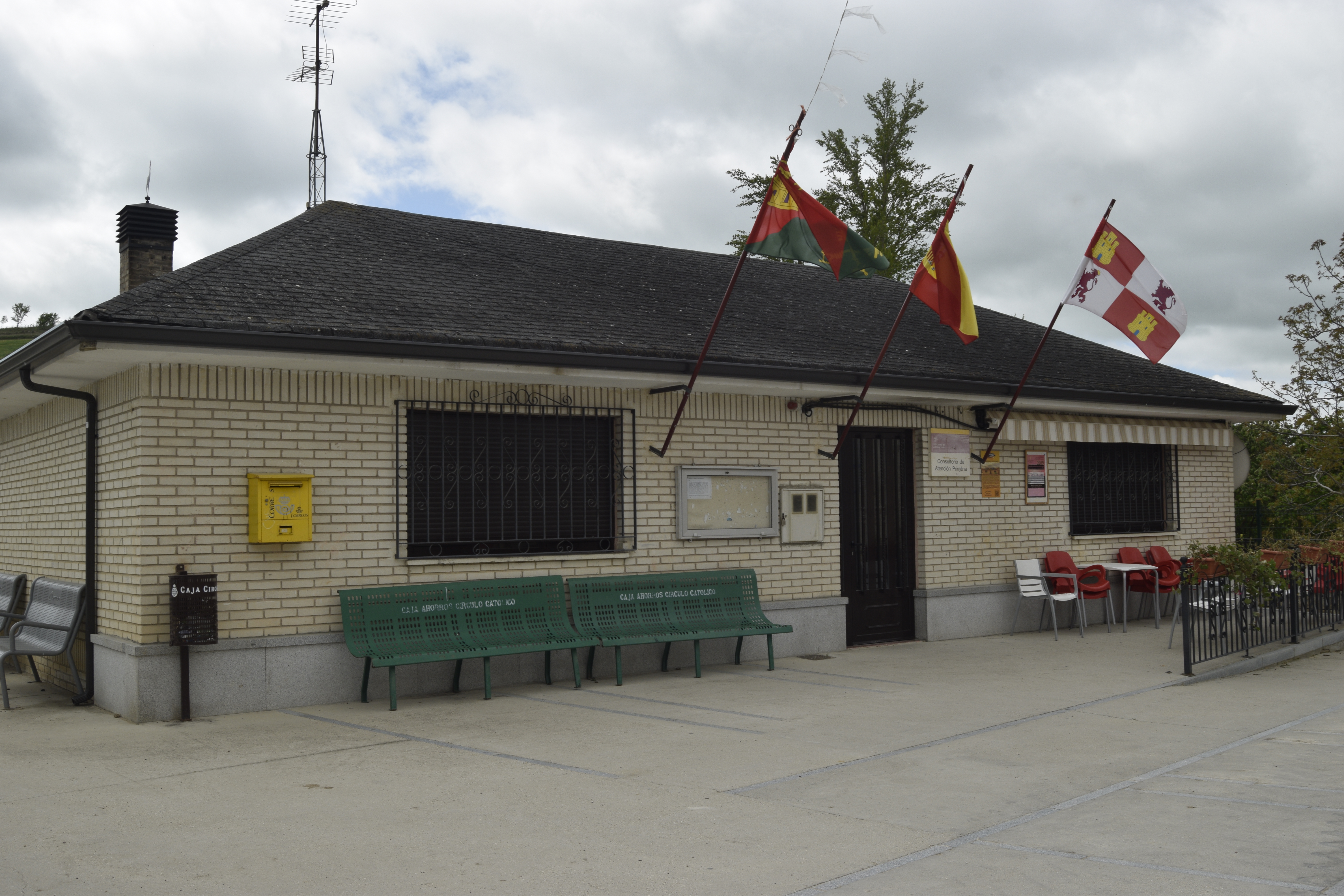
Casa consistorial

Castellanos de Castro cuenta con una población de 46 habitantes (INE 2024).
| Gráfica de evolución demográfica de Castellanos de Castro entre 1842 y 2021                                           |
| |
| Población de derecho según los censos de población del INE. Población de hecho según los censos de población del INE. |